# Francisco Giraldes
Francisco Giraldes ou Francisco Giraldi (Reino de Portugal, c. 1510 a 1550 - Lisboa, c. 1589 ou 1590).
Foi embaixador português em Inglaterra (1571-1578) e em França (1579-1581). Com a morte de seu pai, em 1565, herdou a capitania de Ilhéus, comprada de Jerónimo de Figueiredo Alarcon (1561).
Nomeado governador-Geral do Brasil, recebeu regimento em 9 de março de 1588.
Assim, aguardou a escolha do primeiro Chanceler (denominação do cargo de Presidente do Tribunal da Relação do Brasil), Luis Machado de Gouvêa, no dia 21 de março, para a longa viagem até São Salvador da Bahia, tendo o comboio de naus, trazendo outros servidores do reino e os demais integrantes do Tribunal, partido de Lisboa, no final do mesmo mês.
O Governador e o Chanceler viajaram no Galeão São Lucas. Todavia, os problemas corriqueiros, decorrentes da falta de vento propulsor, causaram grandes dificuldades para as embarcações cruzarem a Linha do Equador. Consequentemente, houve um desvio imprevisto de rota, com a dispersão das naus e só pisaram em terra firme nas Antilhas, o que forçou o retorno para Portugal, impedindo-lhes o exercício das funções. Eles só chegariam a Lisboa no mês de setembro de 1589, traumatizados.
A tentativa de instalar o Tribunal da Relação do Brasil havia malogrado, e o Governador foi substituído por Francisco de Sousa.
Apesar de não chegar ao destino, teve uma contenda com os jesuítas por causa das terras de Camamu, na Bahia, onde ele reafirma as ideias de “pacificação”, “encomenda”, “sujeição” ” e proibir o comércio de armas aos índios. Os religiosos afastava-os do comércio, o que aumentavam sua dependência económica e política em relação à Coroa portuguesa e à própria Igreja.
Foi nomeado cavaleiro da Ordem de Cristo, cavaleiro da Casa Real e conselheiro de Estado.

## Origens familiares e casamento
Era filho natural de D. Margarida Pais, de origem nobre, filha de Bernardim Pais e de Lucas Giraldes, moço fidalgo da Casa Real, banqueiro e mercador, família italiana florentina, com atuação em Portugal desde os inícios do século XVI, com negócios em várias áreas como o comércio de açúcar da Madeira, escravos e especiaria, armação e abastecimento das armadas com destino às Índias. Sua família tornou-se nobre no reinado de D. João III de Portugal, tendo seu pai sido responsável por operações de crédito e bancárias da Coroa portuguesa no período.
Lucas Giraldi pediu a legitimação dos filhos – Francisco, Luísa e Maria Giraldi – em 1550, que lhe foi concedida.
Casou-se com Lucrecia Lafetá, também de origem italiana, da família do mercador João Francisco Affaitati.